# Abaaley
Abaaley város Szomália déli részén a Hiiraan megyében.

## Fekvése
Egy kis város, Abaaley  Etiópia és Szomália határa között fekszik. A Shebelle folyó torkolatánál fekszik.

## Demográfia
Abaaley lakosságának többségét a szomáliak alkotják, akik főleg tanyasi és munkavállalati feladatokkal foglalkoznak.